# Тендзин Вангьял Ринпоче
Тендзин Вангьял Ринпоче (тиб. བསྟན་འཛིན་དབང་རྒྱལ་རིན་པོ་ཆེ་, Вайли: bstan 'dzin dbang rgyal rin po che; род. 1961 г., Амритсар, Индия) — лама тибетской традиции бон, обладатель звания геше, автор книг, посвящённых учениям дзогчен и тибетской йоги сна и сновидений. Является основателем и президентом Института Лингминча.

## Биография
Тендзин Вангьял Ринпоче родился в Амритсар, Индия в 1961 году. Его отцом был Шампа Тентар, буддийский лама школы Ньингма, матерью — Йеше Лхамо, практикующая традиции бон. Спустя некоторое время отец умер, и мать повторно вышла замуж, за ламу бонской традиции.
Первые годы жизни Вангьял Ринпоче провёл в тибетском детском саду «Трелинг Касанг» в Шимле, на севере Индии. После его закрытия он до девяти лет посещал христианскую школу. Однако затем родители решили, что Вангьялу не следует там оставаться.
После ухода из христианской школы Вангьял Ринпоче вначале обучался в школе традиции Кагью, где он получил имя Джигме Дордже, а затем был переведён в бонский монастырь Мэнри в Доланджи, Индия.
Один из старших наставников монастыря, Лопон Санге Тендзин Ринпоче, признал в нём перерождение Кюнгтула Ринпоче, знаменитого учёного и учителя, писателя и преподавателя медитации. Под руководством этого же наставника Тендзин Вангьял Ринпоче в возрасте 13 лет начал изучать учения Жанг Жунг Ньян Гьюд, относящиеся к бонской школе Дзогчен.
Незадолго до своей смерти, Лопон Санге Тендзин Ринпоче основал Школу Диалектики, в которую и поступил Вангьял Ринпоче. Спустя несколько лет обучения, в 19 лет он начал в ней свою преподавательскую деятельность. Позже он стал директором этой школы и занимал этот пост на протяжении четырёх лет, а в 1986 году получил степень геше — высшую из тех, которые даёт тибетское монастырское образование.
В 1989 году Тендзин Вангьял Ринпоче второй раз посетил Европу (впервые он побывал во Франции, Бельгии и Германии в 1983 году в качестве участника и руководителя группы «Бонские танцоры в сакральных масках»). В этот раз он отправился в Меригар, центр общины дзогчен в Италии, по приглашению Намхая Норбу Ринпоче. В Италии Вангьял Ринпоче проработал несколько лет в институте ИсМЕО в Риме, параллельно преподавая учение дзогчен.
В 1991 году Тендзин Вангьял Ринпоче получил Рокфеллерскую стипендию в Университете Райса в США, куда и перебрался работать. По проекту Вангьяла Ринпоче в 1992 году в штате Виргиния был основан Институт Лингминча, президентом которого он стал.
В 1994 году Тендзину Вангьялу Ринпоче был присуждён грант Национального Фонда гуманитарных наук.

### На английском языке
- Tenzin Wangyal Rinpoche, «The Wonders of the Natural Mind», Station Hill Press, 1993.
- Tenzin Wangyal Rinpoche, «The Tibetan Yogas Of Dream And Sleep», Snow Lion Publications, 1998.
- Tenzin Wangyal Rinpoche, «Healing with Form, Energy, and Light», Snow Lion Publications, 2002.

### На русском языке
- Тендзин Вангьял Ринпоче, «Чудеса естественного ума», Либрис, 1997
- Тендзин Вангьял Ринпоче, «Тибетская йога сна и сновидений», Карма Йеше Палдрон, 1999
- Тендзин Вангьял Ринпоче, «Исцеление формой, энергией и светом», Уддияна, 2003
- Тендзин Вангьял Ринпоче, «Тибетское исцеление звуком (+ CD)», Уддияна, 2008
- Тендзин Вангьял Ринпоче, «Тибетская йога дыхания и движения», София, 2012
- Тендзин Вангьял Ринпоче, «Тибетская йога тела, речи и ума», София, 2014